# Фрязино
Фрязино (на руски: Фрязино) е град, разположен в Московска област, Русия. Населението му към 1 януари 2018 е 60 437 души.